# 中華堅兵P350 HYBRID
中華堅兵P350 HYBRID（英語：CMC P350 HYBRID）是臺灣中華汽車工業公司自2022年10月正式發表之全新車型，車系分為底盤車、木床車以及塑鋁廂型車，主打為台灣汽車市場首搭ISG油電系統的3.5噸國產商用車。

## 概述
該車款的最大有效負載重量為1,610公斤，配備四輪碟煞設計與15吋雙後輪，可用於底盤車身、廂式貨車車身、冷藏廂式貨車車身或搭配尾門升降機；其貨台尺寸為長度3,079mm、寬度1,747mm、高度360mm。  
動力來源為一具2.4L直列四缸SOHC 4G69型引擎，該引擎與ISG整合式啟動馬達（Integrated Starter Generator之縮寫）相連，並配有2.1kWh電池，形成Hybrid混合動力系統。純引擎的最大輸出馬力與扭力為133匹和20.4公斤米。引擎和ISG馬達的總綜效輸出馬力為162.6匹，轉速為3,500rpm時可產生26.2公斤米的扭力。ISG整合式啟動馬達為提升動力用途，設計在引擎和變速箱中間，在滑行、煞車、怠速、輕踩油門等狀態進行動能回充，最多可到100%，並分成一般、動力優先、充電優先、綜合等四種使用模式。
在行車安全部分，P350 Hybrid有標配代號SCC的整合防護系統，包含TCL循跡防滑控制、ASC車身動態穩定、HSA陡坡起步輔助、以及RAB預警煞車等系統。

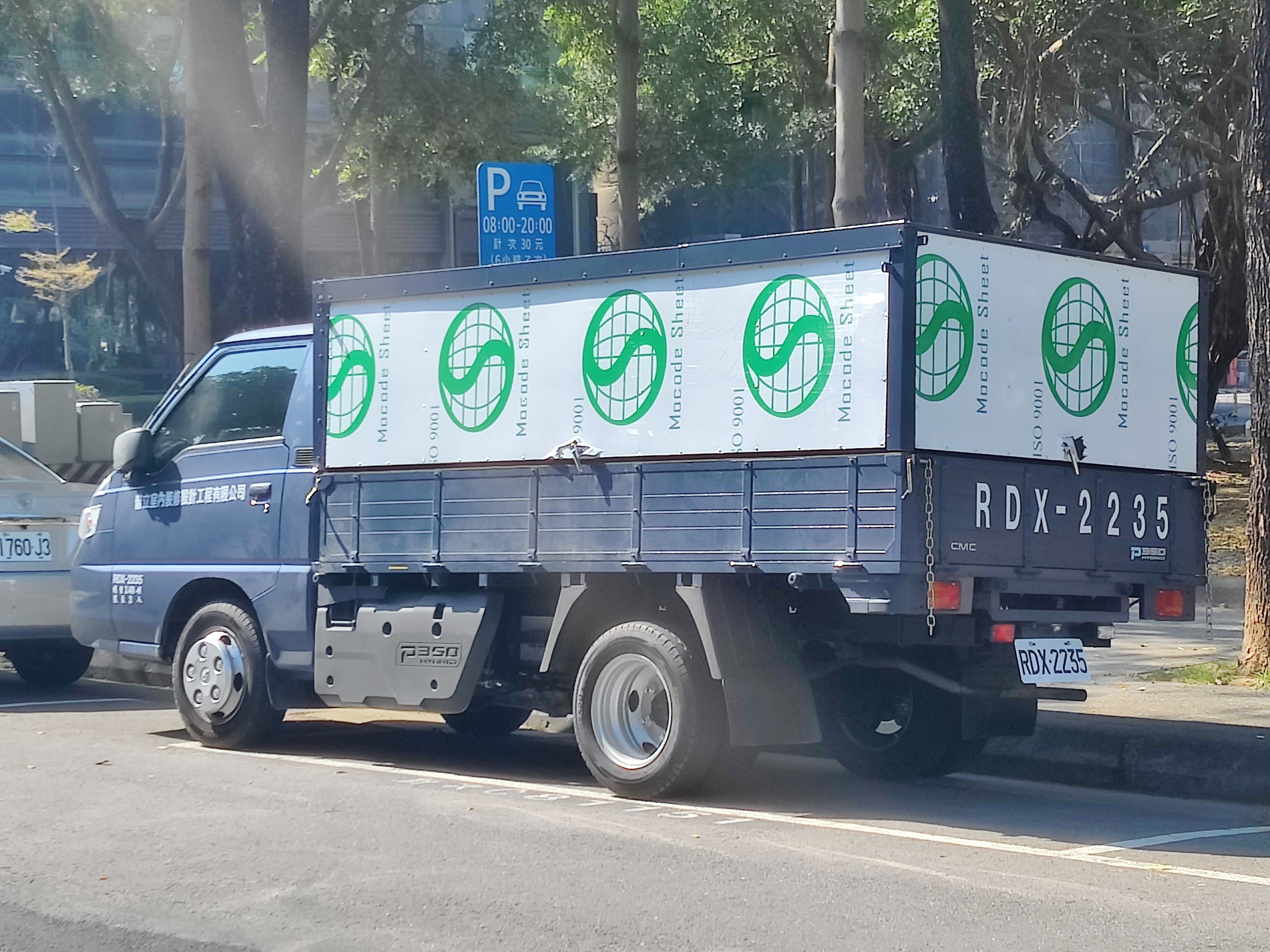
P350 Hybrid後側
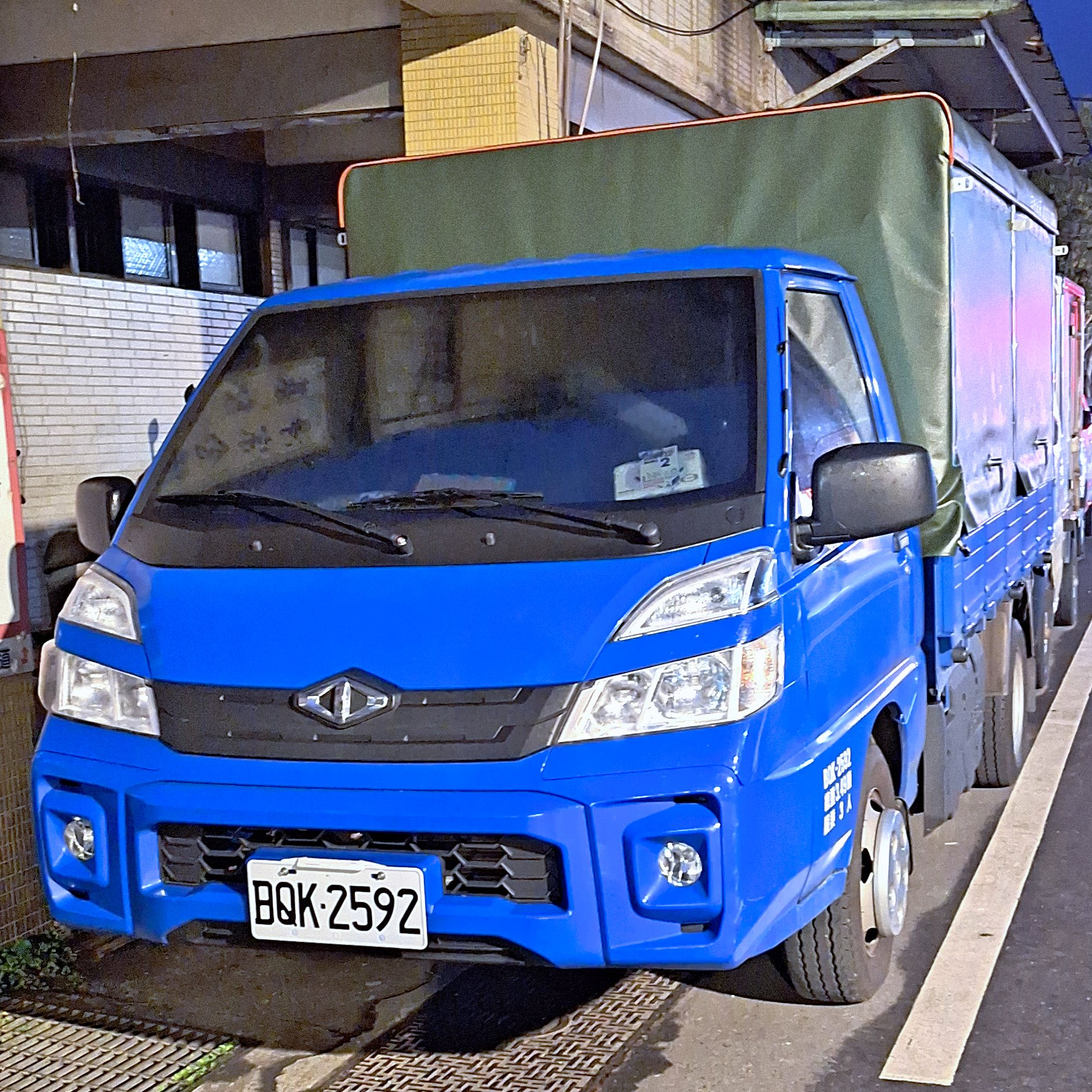

## 外部連結
- 官方網站